# Pater Vincktoren
De Pater Vincktoren, vroeger ook wel toren achter de Feilzusters of toren bij de Swesteren genoemd, is een van oorsprong 14e-eeuwse muur- of waltoren in de Nederlandse stad Maastricht. De toren was onderdeel van de tweede middeleeuwse stadsomsluiting en is gelegen in het Faliezusterspark, onderdeel van Stadspark Maastricht.

## Bouw tweede enceinte en Pater Vincktoren
Nadat de eerste stadsmuur uit het tweede kwart van de dertiende eeuw al na enkele decennia te krap bleek, besloot men vanaf circa 1294 de langs de uitvalswegen ontstane voorsteden binnen een nieuw te bouwen enceinte (stadsomsluiting) te brengen. De nieuwe omsluiting werd in 1380 in gebruik genomen, hoewel er nog tot circa 1500 aan gebouwd werd. De tweede stadsmuur op de linker Maasoever had een lengte van 4,4 km, inclusief ca. 900 m van de eerste muur, voornamelijk langs de Maas. De hoogte varieerde van 6 tot 9 m. Er kwamen vijf nieuwe land- of veldpoorten en twee waterpoorten. Daarnaast bleven de bestaande Maaspoorten in functie, en tot aan het einde van de 15e eeuw ook de Helpoort.
De Pater Vincktoren was de laatste (kloksgewijs) van ongeveer veertig waltorens in de tweede stadsomsluiting van Maastricht. De toren, die meestal werd aangeduid als de toren achter de Feilzusters, naar het nabijgelegen Faliezustersklooster, is waarschijnlijk rond 1370, in elk geval voor 1400 voltooid.
In het drassige gebied van de zogenaamde Nieuwstad, waar verscheidene Jekertakken doorheen stroomden en dat tot de heerlijkheid Sint Pieter behoorde, werd de nieuwe muur pas veel later aangelegd (eind 15e eeuw; begin 16e eeuw voltooid). De tweede stadsmuur boog vanaf de Sint-Pieterspoort af in noordelijke richting en sloot even voorbij de Pater Vincktoren aan op de eerste stadsmuur richting Helpoort.

## Ontmanteling vesting en behoud Pater Vincktoren
Op 29 mei 1867 ondertekende koning Willem III der Nederlanden, na lang aandringen van onder andere de gemeente Maastricht, het besluit tot opheffing van de vestingstatus van Maastricht, Venlo, Bergen op Zoom, Vlissingen en enkele andere vestingen. In de jaren daarna werd de vesting Maastricht in opdracht van het Ministerie van Oorlog ontmanteld, waarna de gronden werden overgedragen aan de Dienst der Registratie en Domeinen voor verdere sloop en herbestemming. De stadspoorten, die onder de zeggenschap van het gemeentebestuur vielen, werden tussen 1867 en 1870 als eerste gesloopt (de al veel eerder buiten gebruik gestelde Lindenkruispoort in 1874). De afbraak van de stadsmuren zou nog tot de jaren 1930 doorgaan. De ontmanteling van de vesting Maastricht werd door de meeste tijdgenoten gezien als het begin van een periode van grotere welvaart. Tegen de afbraak van de eeuwenoude poorten en torens rees nauwelijks protest.
In 1868 was tot ontzetting van enkele liefhebbers van historische monumenten te Wyck de Wycker Kruittoren gesloopt, een imposant gebouw dat in goede bouwkundige staat was en in feite niemand in de weg stond. In het artikel 'Holland op zijn smalst' in De Gids hekelde Victor de Stuers in 1873 de zinloze afbraak van deze toren. Op instigatie van De Stuers restaureerde architect Willem Sprenger in 1906 de in ruïneuze staat verkerende waltoren bij het Faliezustersklooster, waarbij hij in grote lijnen het model van de Wycker Kruittoren volgde.
De toren werd vanaf die tijd aangeduid als Pater Vincktoren, naar de franciscaan Servaes Vinck, die in 1638 na het verraad van Maastricht samen met acht anderen was onthoofd. Er bestaat geen enkele historische connectie tussen Pater Vinck en de toren, behalve het gegeven dat zijn klooster nabij lag en zijn hoofd (met vier andere terechtgestelden) werd tentoongesteld op een staak op een naburig rondeel, dat sindsdien wordt aangeduid als De Vijf Koppen. De naamgeving kan gezien worden als een poging om eerherstel te krijgen voor de 'katholieke verraders', die men, in de tijdgeest van groeiend katholiek zelfbewustzijn en anti-Hollands sentiment, wenste te zien als martelaren voor de katholieke zaak.

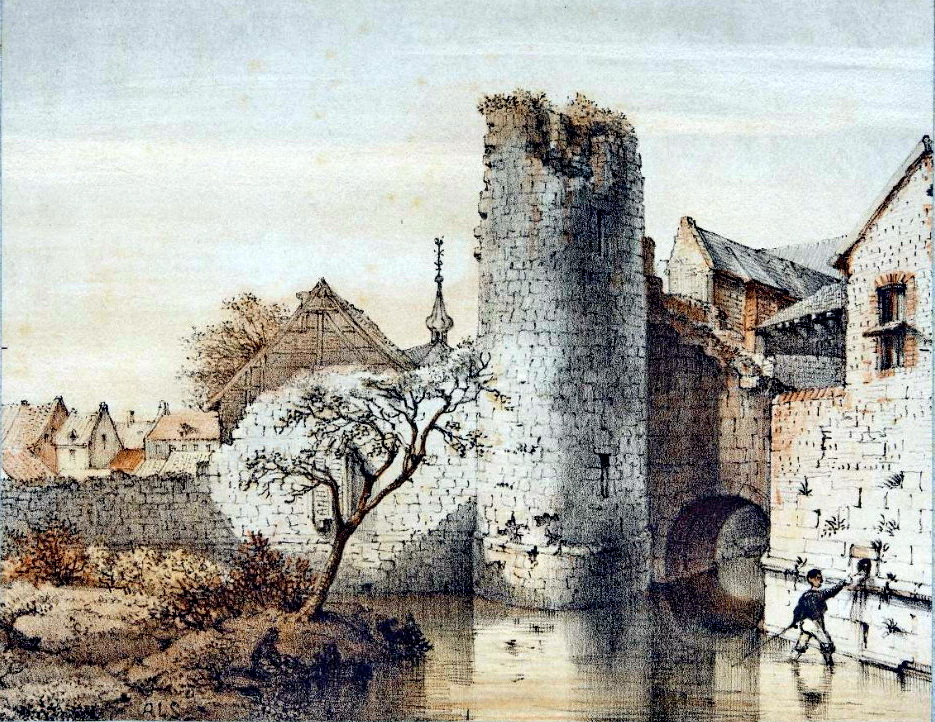
Toren en waterpoortje, 1872
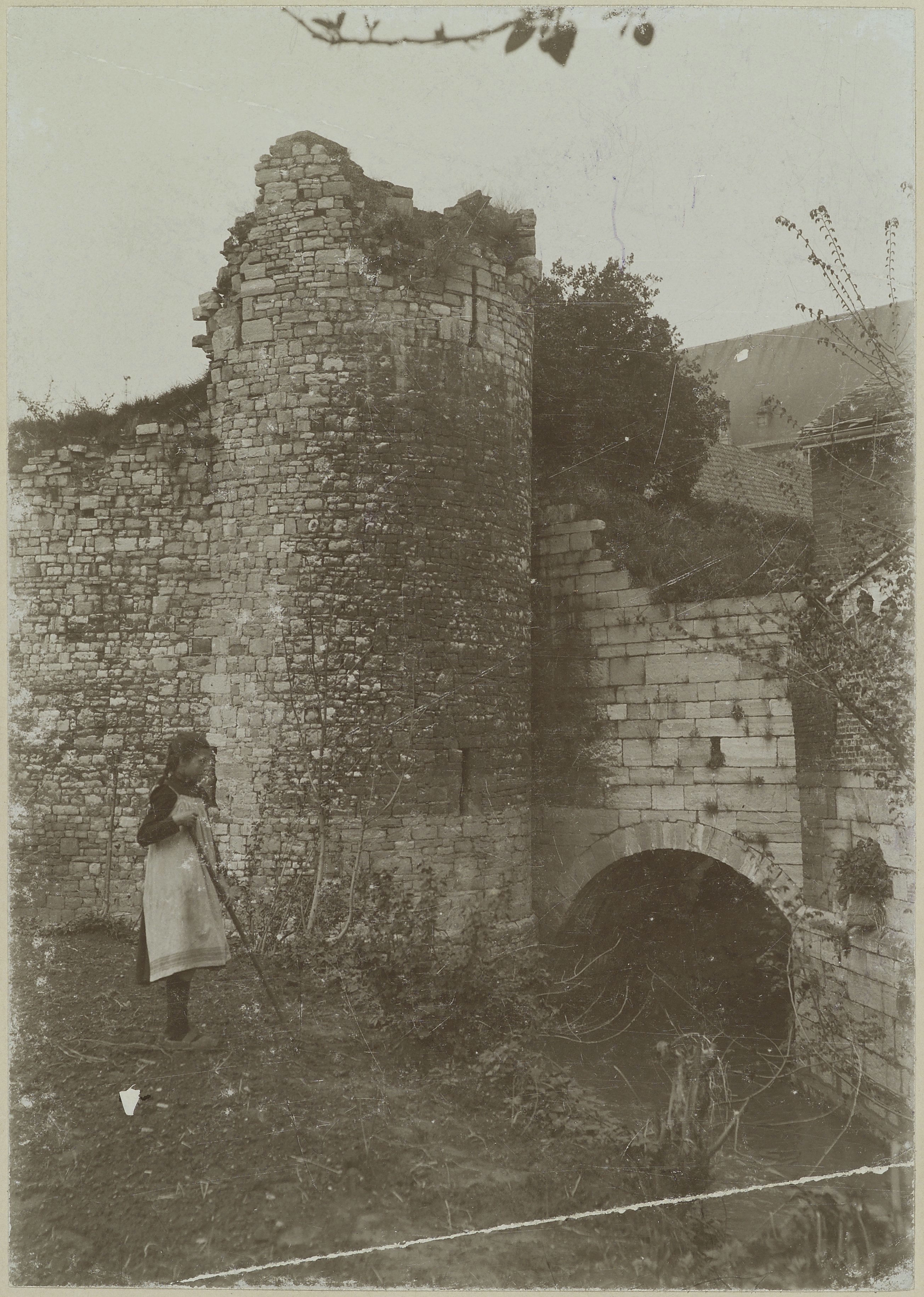
Torenruïne, 1895
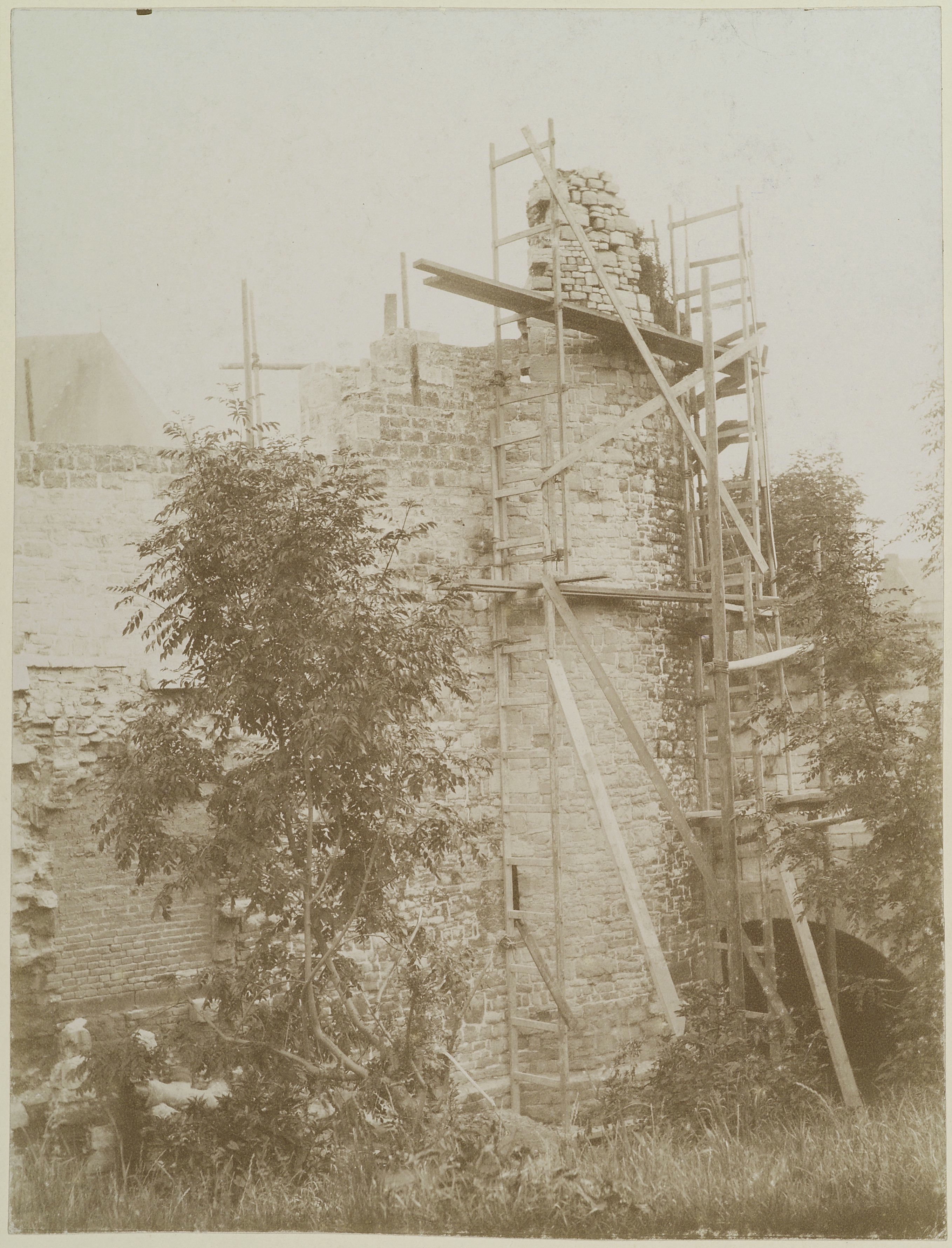
Begin restauratie, 1906
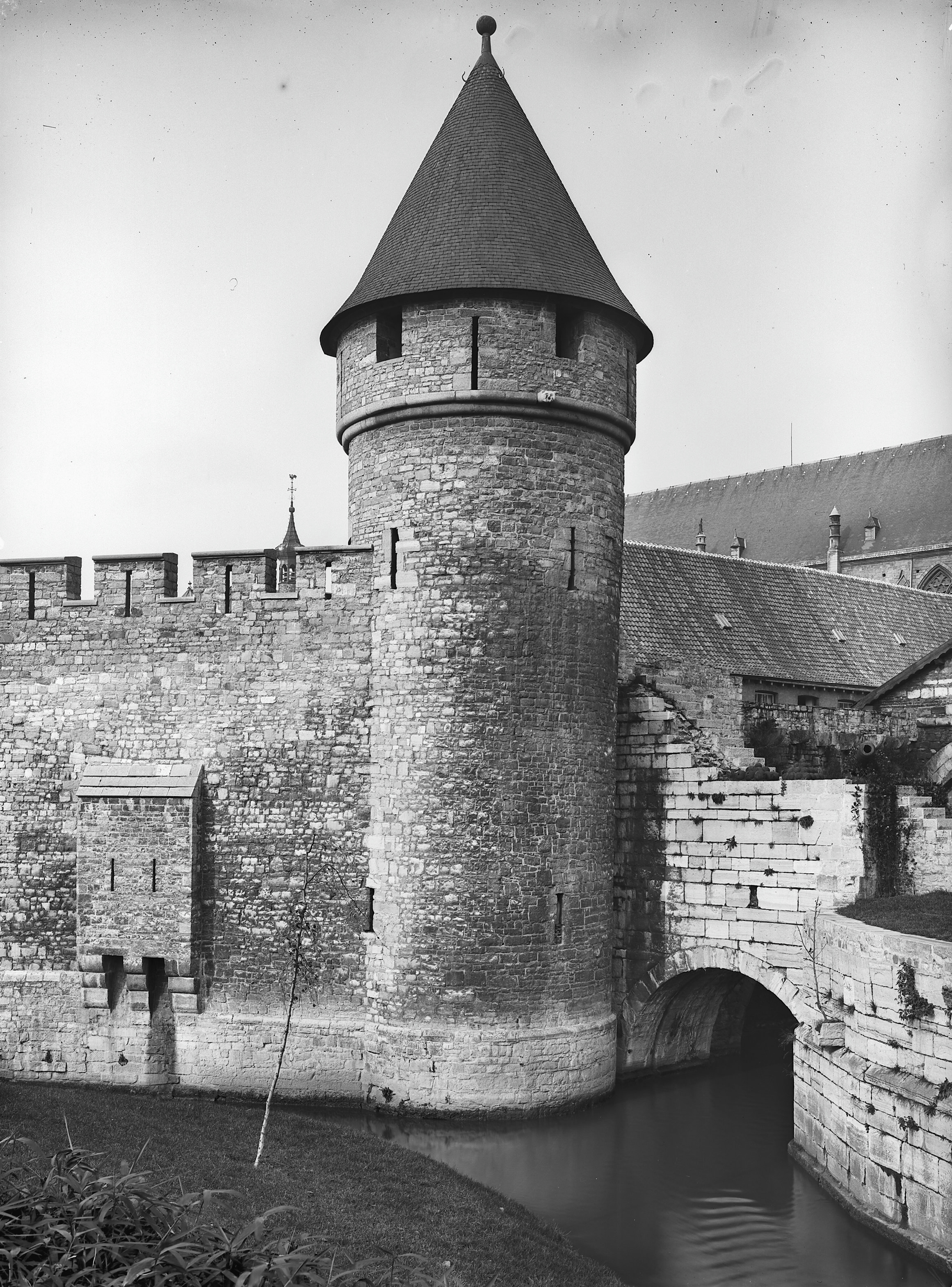
Na de restauratie, 1912

## Cultuurhistorische erfenis
De Pater Vincktoren is gebouwd op een cirkelvormig grondplan, waarvan aan de westzijde een segment ontbreekt. De oostelijke helft van de toren staat in het water. De toren is opgetrokken in kleine, bijna vierkante blokken kalksteen van Visé. De toren heeft twee verdiepingen, waarvan de eerste via de stadsmuur toegankelijk is, de tweede via een wenteltrap in een op de noordwesthoek uitgebouwd traptorentje. De tweede verdieping kraagt enigszins uit ten opzichte van de eerste, en bezit vensters en schietgaten. In de lijst tussen de eerste en tweede verdieping is in 1906 een waterspuwer aangebracht in de vorm van een kattenkop. De tweede verdieping en het dak dateren uit de tijd van de restauratie. De toren wordt gedekt door een kegelvormig dak met leien, dat aan de westkant is afgeplat. Gelijkvloers bevindt zich in de toren een rond vertrek met een middellijn van ruim 270 cm en muren van circa 130 cm dikte, waarin zich enkele schietgaten bevinden. Deze ruimte heeft een koepelgewelf van mergelsteen. De westelijke toegang is ongeveer 55 cm breed en 177 cm hoog. Aansluitend aan de toren bevindt zich aan de zuidwestzijde een geconserveerd, maar deels afgebrokkeld stuk van de tweede stadsmuur. Aan de noordzijde sluit de toren aan op een waterpoort, waar het water van de zuidelijke Jekertak de stad binnenstroomt. Deze waterpoort vormt de verbinding met de eerste stadsmuur.
Tegenwoordig is de Pater Vincktoren met aan de ene kant het geconserveerde stuk stadsmuur en aan de andere kant de waterpoort, een veel gefotografeerd ensemble in het Faliezusterspark, het overgangsgebied tussen het Jekerkwartier en het Stadspark Maastricht. In de omgeving bevinden zich een aantal historische monumenten te midden van enkele parken. In de directe nabijheid zijn restanten van de vestingwerken van Maastricht te vinden. Iets ten westen van de Pater Vincktoren bevindt zich een tweede waterpoort. Ernaast staat het in oorsprong 18e-eeuwse, in de 19e eeuw verbouwde wachthuis van de Sint-Pieterspoort. Van de poort zelf is niets overgebleven. Bij de bouw van het bejaardenhuis Molenhof in 1970 kwamen delen van de stadsmuur tevoorschijn, die het verbindingsstuk vormden tussen de Sint-Pieterspoort en de Pater Vincktoren. Ten oosten van de Pater Vincktoren staat de Helpoort, de oudst bewaard gebleven stadspoort ven Nederland. Aan de zuidoostzijde ten slotte ligt de [[Nieuwstad (Maastricht)}Nieuwstad]] met de bolwerken Haet ende Nijt en De Vijf Koppen.

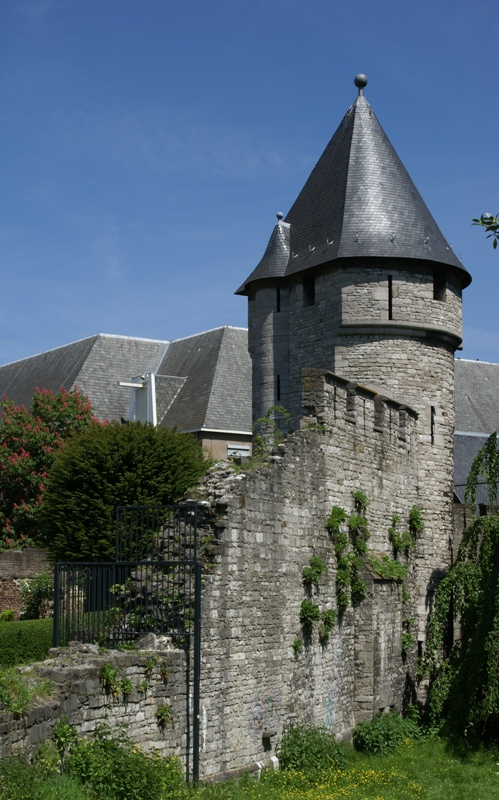
Toren vanuit het zuidwesten
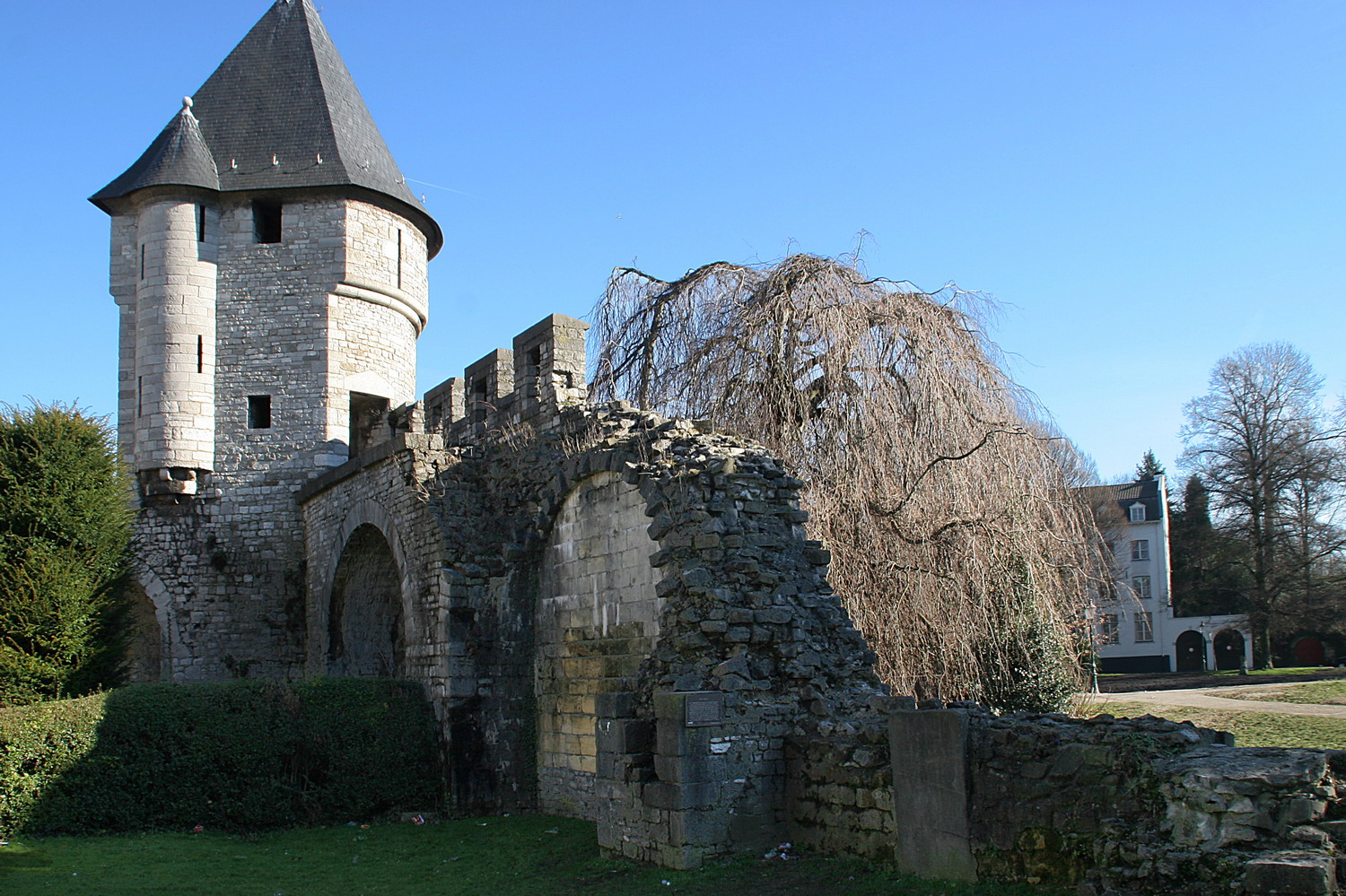
Toren en stadsmuur
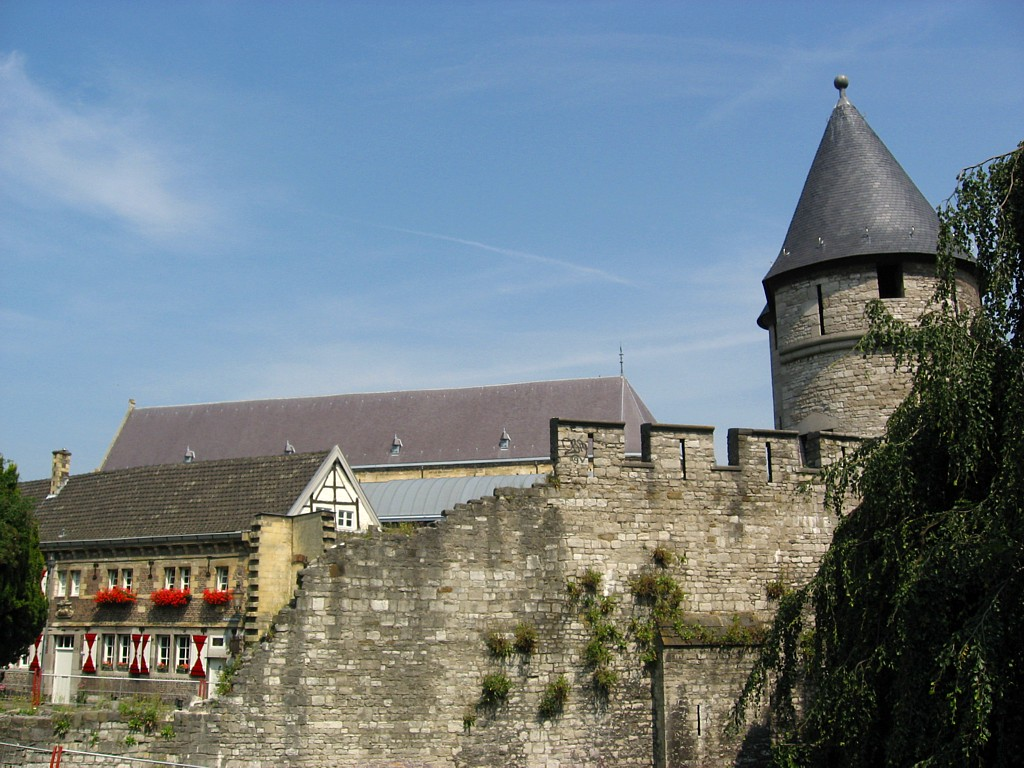
Zicht op Faliezustersklooster
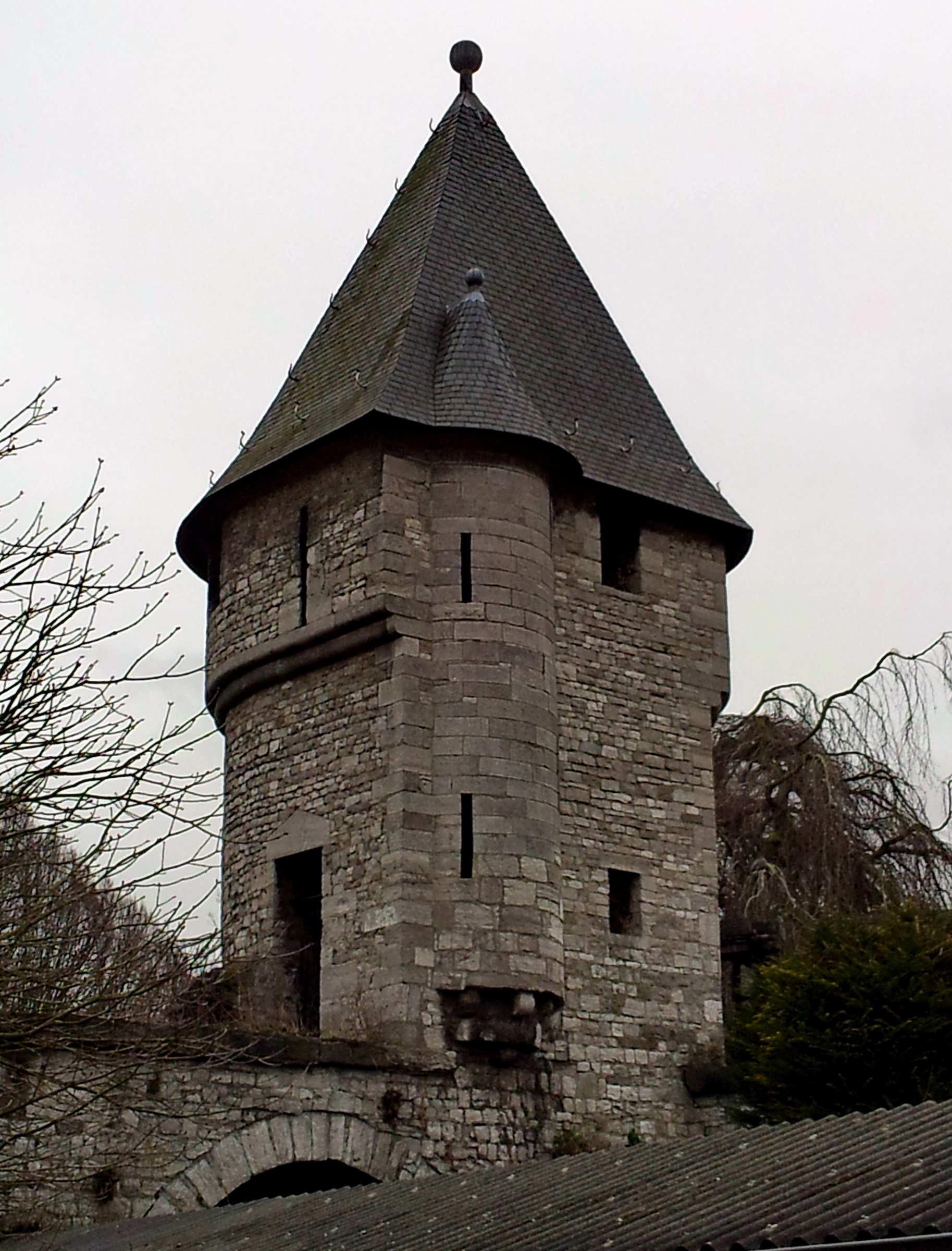
Toren vanuit het noordwesten